# Adam Garcia
Adam Gabriel Garcia, mais conhecido como Adam Garcia, (Nova Gales do Sul, 1 de junho de 1973) é um ator, dançarino e cantor australiano.

## Filmografia
- 1997 - Wilde - Jones
- 2000 - Show Bar - Kevin O'Donnell
- 2000 - Bootmen - Sean
- 2001 - Riding in Cars with Boys - Jason D'Onofrio
- 2002 - The First $20 Million Is Always the Hardest - Andy
- 2003 - Kangaroo Jack - Kangaroo Jack (voz)
- 2004 - Marple: The Body in the Library - Raymond Starr (série de TV)
- 2004 - Love's Brother - Gino Donnini
- 2004 - Confessions of a Teenage Drama Queen - Stu Wolff
- 2004 - Fascination - Scott Doherty
- 2005 - Riot at the Rite - Vaslav Nijinsky
- 2005 - Standing Still - Michael
- 2005 - Doctor Who - "The Christmas Invasion" - Alex (série de TV)
- 2009 - Britannia High - Stefan (série de TV)
- 2010 - House MD - Theodore Phillip Taylor (Episódio "A Escolha")
- 2017 - Murder on the Orient Express
- 2021 - Afterlife of the Party
- 2022 - Death on the Nile